# Tarnów
Tarnów (čita se Tarnuf, njemački: Tarnau, hrvatski: Tarnov) je grad Malopoljskog (Małopolskiego) vojvodstva u Poljskoj. Od 1975. do 1998.  je bio i prijestolnica vojvodstva. Grad sa statusom povjata, kao i sjedište tarnovskog povjata.

## Povijest
1124. godine Tarnów se prvi put spominje. Spicymir Leliwita je dodijelio status grada 7. ožujka 1330.

## Zemljopis
Tarnov se nalazi na jugu Poljske.

## Gospodarstvo
Veće tvrtke u gradu Tarnówu su:
- Huta Szkła Gospodarczego Tarnów S.A staklana
- STALBUD željezara
- Zakłady Azotowe w Tarnowie-Mościcach S.A. kemijska industrija
- Zakłady Mechaniczne TARNÓW S.A. strojevi

## Poznate osobe
- Jan Szczepanik (*1872. – 1926.), poljski izumitelj

## Šport
- Tarnovia Tarnów, nogometni klub

## Vanjske poveznice
- Službena stranica grada (engleski, poljski, ruski)